# ウィッチクエスト
ウィッチクエストは、1991年に冒険企画局が製作したテーブルトークRPG（以下TRPG）のルールシステムおよび世界観設定をさす。初版のゲームデザインはわきあかつぐみ、イラストは九月姫、リプレイ執筆は星宮すみれ、ゲームマスターとシナリオ制作は奈那内さなぎが担当している。
プレイヤーは、プレイヤーキャラクター（以下PC）として13歳の新米魔女か、そのお供となる1歳の魔女猫となり、困っている人を助け「幸せさがしのお手伝い」をする。ほのぼのとした日常的冒険をあつかう、エブリデイ・マジックなファンタジーTRPGである。

## 作品概要
現代に近い、平和な世界が舞台。13歳になった魔女候補の女の子は、大魔女さまからはじめての魔女夜会のお誘いをうける。何をやっても失敗ばかりの新米魔女たちだが、お供の猫とともに、さまざまな人々と出会い、人助けをすることで成長していく。

## 世界観と傾向
TRPGでファンタジーものというと、中世欧州風の異世界が舞台で、魔法理論や架空の宗教があり、モンスターとの戦いがあるものが多い。ウィッチクエストは、現代に近い世界を舞台に、自由な発想で魔法を使いこなし、日常的なレベルで人助けをすることをテーマとしており、きわめて遊びやすく、TRPG初心者にも勧められるのが特徴である。
舞台となる世界は、『ファンタジーRPGクイズ』や『百の世界の物語』の舞台にもなっている「ユキリア世界」の一地方となっているが、横のつながりは薄く、クロスオーバー的なネタもほとんど見られないため、他のユキリア世界関連のゲームの知識は必要ではない。

## システムの特徴
行為判定など基本的なルールは汎用ルールであるアップルベーシックを使用しているが、本作独自の様々なルールが多数取り入れられている。
システムとしては、新米の魔女とパートナーである魔女猫による、ほのぼのとしたファンタジーの再現に特化しており、ダイス2個とオリジナルの占いカード『ウィッチ・タロー』を使う簡単なルールながら、世界観の再現性は高いといえる。本作のあとがきにおいて、「魔女の宅急便」に影響を受けたことも語られている。
PCは魔女になるか猫になるかをまず決定し、魔女PC一人と猫PC一匹がペアを組む。人数の都合でペアが組めなかった魔女PCもしくは猫PCがいる場合、ゲームマスター演じるNPCとペアを組むことになるが、このゲームは基本的に偶数人数でプレイすることが推奨されている。
魔女PCと猫PCは使用できる魔法が全く異なる。魔女が使用できる「魔女魔法」は、アドリブで自由に考案でき、可能ならばあらゆることを魔法で処理することができる。ただし、新米魔女という設定なので、失敗することも多い。魔法の判定は、「魔法力」（魔女のパラメータで、月齢に応じて上下する）、対象の「魔法を信じる力」（魔法をかける対象の「生物」「場所」「物品」のパラメータ。魔法を信じる人間、魔法の力が強い場所や物品には魔法がかかりやすい）、魔法の「難易度」（どんな魔法をかけるかは自由だが、その威力や複雑さによって難易度が変化する）の3つの要素によって判定値が決まり、ダイスによって最終的な成否を判定する。
一方で猫が使用できる「猫魔法」は、リストにあるもののみ使用でき、魔法ごとに決まっているMPを使用することによって発現する。こちらは効果が限定されている代わりに判定不要でMPがあれば必ず成功する。
魔女はさまざまな行動を試みることができ自由である反面、それぞれの行動の成功率が低い。いっぽう猫はパラメータも少ないが決まった行動に関しては成功が約束されている、しかし魔女や動物としか会話できないなど行動が限られており、魔女のサポートが主な役割であるという、若干玄人向けのPCであるといえる。
TRPG初心者が魔女を演じ、経験者が猫を演じてサポートするというプレイスタイルも推奨されている。
魔女と猫は、シナリオで決まったポイントを分け合うことでそれぞれ成長する。猫が魔女の行動を手助けすれば、「猫ポイント」が蓄積され、猫がレベルアップする。猫ポイントを引いた残りが魔女の経験値となり、魔女の成長に使用される。猫に助けてもらってばかりだと、魔女の成長はおそくなるルールである。新米の魔女は、猫の助けを借りなければなかなか魔法や行動が成功しないが、助けを借りてばかりでは成長できない。そうした両者の関係がシステムで規定されている。
ゲームを進行するゲームマスター側には、若干の配慮が求められる。本作は児童文学的ともいえる雰囲気を持っているため、シナリオには悪人やモンスターを倒して終了する戦闘中心の展開とは異なる工夫が必要となる。また、コンベンションなどでは、事前に、ウィッチクエストの独特な世界観をプレイヤーに説明しておくことが望まれる。本作はハックアンドスラッシュなファンタジーには向かないゲームシステムといえる。

## 作品一覧
初版は宙出版から販売されたが現在では絶版である。しかし、ファンサークル「魔女の会」が冒険企画局よりライセンスを受けて「ウィッチクエスト」と「ウィッチクエスト2」を統合した「ウィッチクエスト 再編集版」を発行しており、RPG専門店などで入手できる。「魔女の会」は熱烈なウィッチクエスト愛好家による団体であり、精力的なサポートを展開している。ウィッチクエスト関連書籍は、九月姫や速水螺旋人らによる愛らしいイラストも魅力的。

### 宙出版版
『ウィッチクエスト 小さな魔女エディス』
基本ルールブック。1991年5月発行。上下巻に分かれた新書判で、上巻がリプレイ、下巻がルールブックになっている。ゲームをするだけなら下巻のみで可能。下巻の巻末にカード（ウィッチタロー）が添付されている。上巻 ISBN 4-391-11348-1、下巻 ISBN 4-391-11349-X。
『ウィッチクエスト2 エディスと猫のいない街』
サプリメント。1991年11月発行。上下巻に分かれた新書判で、上巻はリプレイ、下巻が追加ルール/追加データ集になっている。ゲームをするだけなら下巻のみで可能。下巻の巻末にカード（ストラクチャーカード）が添付されている。上巻 ISBN 4-391-11411-9、下巻 ISBN 4-391-11412-7。
宙出版版では、リプレイのプレイヤーとして、めるへんめーかー、妹尾ゆふ子、中川奈緒美、近藤功司が参加。

### 魔女の会版
『ウィッチクエスト 再編集版』
宙出版版の内容を再統合したバージョン。2001年発行。編集やレイアウトは全て作りかえられている。「リプレイブック」「ルールブック」「ゲームマスターズガイド」のB5判書籍三冊で構成されている。
『ここからはじめるウィッチクエスト（改定版）』
プレイングガイダンスを掲載したガイドブック。2003年発行。A5判
『ウィッチクエスト シナリオガイド1 絵日記に消えた夏休み』
シナリオ集。2002年発行。
『ウィッチクエスト シナリオガイド2 うしなわれた未来』
シナリオ集。2003年発行。
『ウィッチクエスト シナリオガイド3 踏まれた猫のワルツ』
シナリオ集。2004年発行。
『ウィッチクエスト シナリオガイド4 線路のおもいで』
シナリオ集。2005年発行。
『ウィッチクエスト マスタースクリーン』
A4判3面で構成されたマスタースクリーン。2001年発行。
『ウィッチタロー&ストラクチャーカード』
再編集判に同封されているカード類と同じもの。予備用のカードが欲しい人向け。2001年発行。
上記はゲームショップでも流通されている製品である。この他にも「魔女の会」ではイベント限定で多数のサプリメントが配布されているが、同人誌ベースなため完売したものは再発行されないものも多く、入手が非常に困難なものも数多い。